# Katrin Kerkhofs
Katrin (Kat) Kerkhofs (Leuven, 12 september 1988) is een Belgisch programmamaakster.

## Levensloop

### Televisie en radiowerk
Tijdens het wereldkampioenschap voetbal 2014 maakte ze in Rio de Janeiro reportages en interviews voor Studio Brussel.
In het voorjaar van 2016 werd op VIER haar Duivelse Vrouwen uitgezonden, een productie van De chinezen waarin ze partners van de Rode Duivels-voetballers interviewde in hun eigen omgeving in de maanden voorafgaand aan het Europees kampioenschap voetbal 2016. In het najaar van 2016 nam ze deel aan De Slimste Mens ter Wereld, waarin ze de finaleweek wist te bereiken. 
Daarnaast werkte ze tevens als redactie/researcher voor het productiehuis Hotel Hungaria.
In het najaar van 2018 werd op VIJF het programma Tipsy uitgezonden, waarin Kerkhofs samen met haar zus een maand lang elke dag alcohol dronk en zo de gevolgen en invloed van drank op ons lichaam onderzocht. Eveneens in het najaar van 2018 nam Kerkhofs deel aan Dancing with the Stars en werd ze na een finale tegen James Cooke tweede. Vanaf februari 2019 was Kerkhofs geregeld te zien in Control Pedro op VIER.
In 2020 was ze jurylid in De Slimste Mens ter Wereld. In 2019 en 2021 presenteerde ze zelf Dancing with the Stars, samen met Gert Verhulst. In 2023 presenteerde ze het muziekprogramma Tulpen uit Antwerpen, samen met de Nederlandse Buddy Vedder.
In 2023 deed ze mee als "Soaperstar" in The Masked Singer. Ze lag er uit na de vijfde aflevering, waarvan ze 3 shows meedeed.
In 2024 nam Kerkhofs deel aan Over de oceaan.

### Privé
Kerkhofs is de dochter van Jokke Kerkhofs. Ze trouwde in 2015 met voetballer Dries Mertens. In 2022 zijn ze ouders geworden van een zoon.